# 扎赫維茲佳
48°55′21″N 24°39′17″E / 48.92250°N 24.65472°E

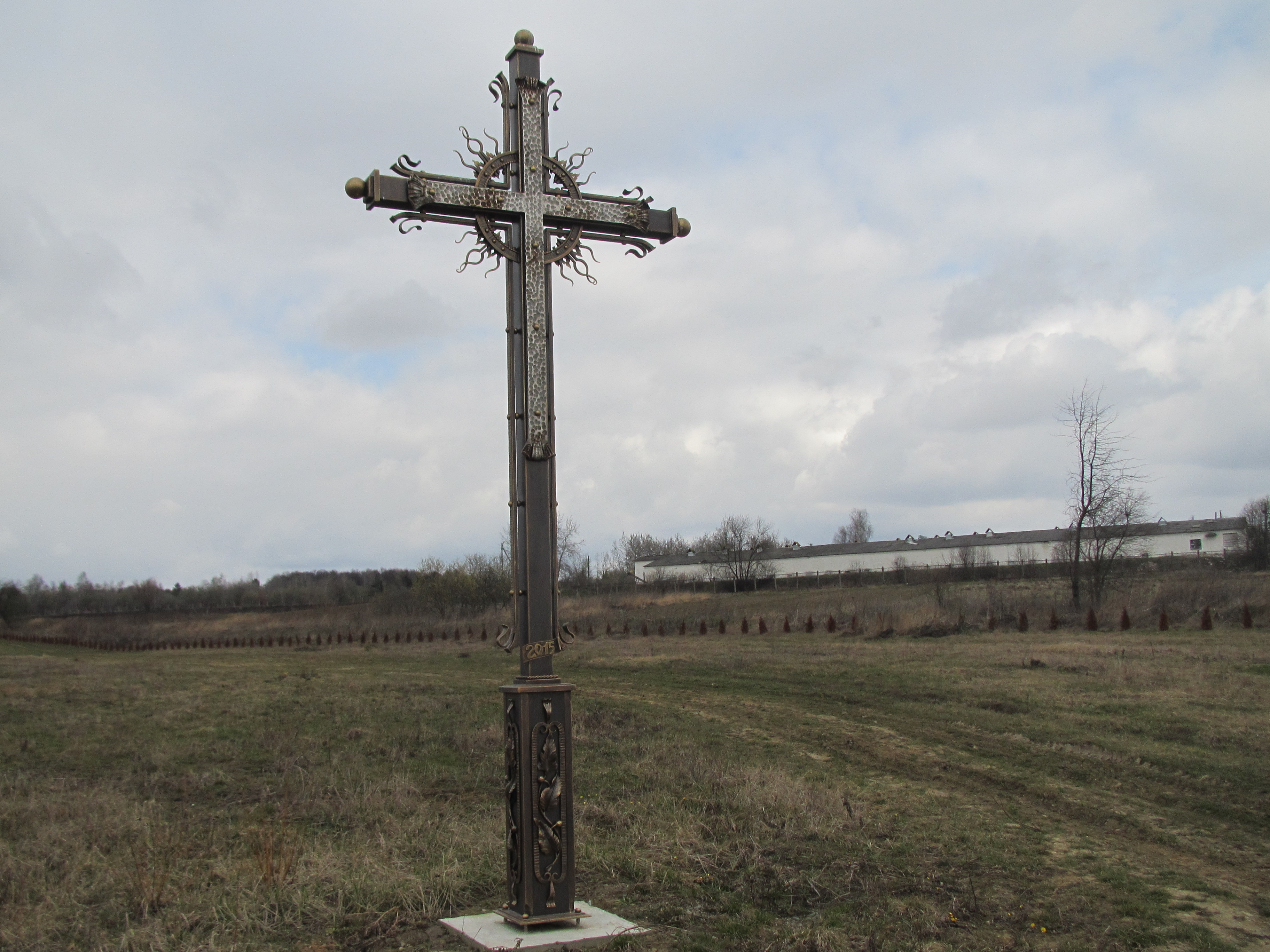
十字架

扎赫維茲佳（羅馬化：Zahvizdia）是烏克蘭西部伊萬諾-弗蘭科夫斯克州伊万诺-弗兰科夫斯克区扎赫维兹佳市镇内的村莊及其行政中心。始建於1394年，面積18平方公里，2023年人口3,673，人口密度每平方公里204.6人。